# Andorra en los Juegos Olímpicos de Río de Janeiro 2016
Andorra estuvo representada en los Juegos Olímpicos de Río de Janeiro 2016 por cinco deportistas, dos hombres y tres mujeres, que compitieron en cuatro deportes.
La portadora de la bandera en la ceremonia de apertura fue la yudoca Laura Sallés. El equipo olímpico andorrano no obtuvo ninguna medalla en estos Juegos.